# Arthur Drexler
Arthur Justin Drexler (13 mars 1925 - 16 janvier 1987) était un conservateur de musée américain. Il fut directeur du Museum of Modern Art (MoMA) pendant 35 ans.

## Vie
Drexler est né à Brooklyn  et a fréquenté la High School of Music and Art et la Cooper Union pour étudier l'architecture. Il a ensuite servi dans le Corps des ingénieurs de l'armée américaine pendant la Seconde Guerre mondiale. Après la guerre, Drexler a travaillé avec le bureau du designer industriel George Nelson et a été rédacteur en chef de l'architecture du magazine Interiors . Drexler a rejoint le Museum of Modern Art de New York en 1951 en tant que conservateur de l'architecture et du design et a été promu directeur du département en 1956, succédant à Philip Johnson. Drexler a donné des conférences à l'Université de New York, à l'Université Yale, à l'Université Harvard, au Pratt Institute, au Massachusetts Institute of Technology et dans d'autres universités et institutions.
Drexler a eu le mandat de conservateur le plus long de l'histoire du Musée d'art moderne. Pendant plus de trente-cinq ans, il a conçu, organisé et supervisé des expositions pionnières qui, non seulement, reflétaient, mais prévoyaient également des développements stylistiques majeurs dans le design industriel, l'architecture et l'aménagement paysager. Durant la curation de Drexler, le MoMA a joué un rôle central dans l'examen des œuvres et le renforcement de la réputation des architectes du XXe siècle; parmi lesquels Frank Lloyd Wright, Le Corbusier, Richard Neutra, Marcel Breuer et Ludwig Mies van der Rohe. Drexler a exploré des sujets inattendus : de la conception d'automobiles (il fut le premier à inclure des automobiles dans les musées d'art)  à la reconstruction d'une maison et d'un jardin japonais. Les expositions innovatrices de Drexler ont promu de nouvelles idées sur l'architecture et le design en tant qu'arts modernes  et ont laissé une marque indélébile sur le cours du modernisme du milieu du siècle.
Il a ensuite conçu la galerie Philip Johnson au MoMA (Musée d'Art Moderne situé dans le quartier de Midtown à Manhattan, New York).
Drexler a pris sa retraite du poste au MoMA en raison de problèmes de santé en 1986 et est décédé en janvier 1987.
En 1977, Drexler a reçu la médaille de l'American Institute of Architects pour « ses vastes contributions à la documentation de l'art de l'architecture ».

## Expositions
Drexler a organisé et dirigé de nombreuses expositions au MoMA, dont :
- Huit automobiles (1951) [10]
- Dix automobiles (1953)
- Maison japonaise dans le jardin (1954 et 1955),
- Design du XXe siècle de la collection du musée (1958-1959),
- Architecture visionnaire (1960)
- Les dessins de Frank Lloyd Wright (1962)
- Le Corbusier : Construire en Europe et en Inde (1963)
- L'ingénierie du XXe siècle (1964)
- L'architecture de Louis I. Kahn (1966)
- La Nouvelle Ville : Architecture et Renouveau Urbain (1967)
- L'architecture de l'École des Beaux-Arts (1975) [6]
- Le Corbusier : Dessins d'architecture (1978)
- Transformations de l'architecture moderne (1979) [4]
- L'architecture de Richard Neutra : du style international à la Californie (1982)
- Exposition du centenaire de Mies Van Der Rohe (1986)

Drexler est l'auteur de nombreux ouvrages sur l'architecture et le design du XXe siècle : 
- Construit aux États-Unis : l'architecture d'après-guerre (avec Henry-Russell Hitchcock, 1952)
- L'architecture du Japon (1955) (ISBN 9780714620428)
- Introduction au design du XXe siècle (avec Greta Daniel, 1959)
- Mies van der Rohe (1960)
- Les dessins de Frank Lloyd Wright (1962)
- L'architecture de l'École des Beaux-Arts (1977) (ISBN 9780262040532)
- Transformations de l'architecture moderne (1979) (ISBN 9780870706080)
- Les archives Mies van der Rohe du Musée d'art moderne (1986)
- Maison sans fin
- Les Cinq de New York